# Dirophanes benjamini
Dirophanes benjamini là một loài tò vò trong họ Ichneumonidae.